# Hans Erich Dotter
Hans Erich Siegfried Dotter (* 12. Februar 1920 in Darmstadt-Eberstadt; † 10. August 2012) war ein deutscher Unternehmer und Stifter.

## Leben
Dotter wuchs in seiner Heimatstadt auf, besuchte dort bis 1934 die Gutenbergschule und absolvierte anschließend eine Ausbildung zum Textilverkäufer im Kleiderhaus Stegmüller im Zentrum von Darmstadt. 1940 wurde er zum Arbeitsdienst und 1941 als Soldat der Luftwaffe zum Wehrdienst eingezogen.  Nach der Rückkehr aus dreijähriger sowjetischer Kriegsgefangenschaft im Jahr 1948 entwickelte er gegen den Rat vieler Freunde und Familienmitglieder im Keller seiner Mietwohnung in Darmstadt-Eberstadt eine Rezeptur für die sogenannte kalte Dauerwelle. Zu dieser Zeit war das Unternehmen Wella in Darmstadt bereits etabliert.
Im Juni 1948 erhielt Dotter die Unterstützung der Darmstädter Friseurinnung und eröffnete im Herbst des Jahres eine chemische Fabrik. Das daraus erwachsende Friseurkosmetik-Unternehmen Goldwell blieb am Standort Darmstadt-Eberstadt und wurde ein weltweit tätiger Konzern mit über 1700 Mitarbeitern in 20 Ländern. Hans Erich Dotter wird als eine treibende Kraft des deutschen Wirtschaftswunders beschrieben.
1989 verkaufte Hans Erich Dotter sein Unternehmen an das japanische Unternehmen Kao. Die vormalige Goldwell GmbH firmiert aktuell am unveränderten Standort als Kao Germany GmbH (Stand 2020).
Hans Erich Dotter war verheiratet mit Marie Elfriede Dotter (1927–2006), die Ehe blieb kinderlos. Als Alleinerbin wurde die Hans Erich und Marie Elfriede Dotter-Stiftung eingesetzt, mit einem Stiftungsvermögen von circa 150 Mio. € eine der größten Privatstiftungen in Deutschland. Sitz der Stiftung ist die ehemalige Villa des Stifters auf dem Werksgelände an der Eberstädter Zerninstraße.